# Österreichische Eishockey-Liga 2003/04
Die Österreichische Eishockeyliga 2003/2004 wurde mit sieben Vereinen ausgetragen, da der EHC Lustenau aus finanziellen Gründen abstiegen war, aber kein Verein aufsteigen wollte. Meister wurde zum 28. Mal in seiner Vereinsgeschichte der EC KAC, der sich im Finale gegen den Lokalrivalen EC VSV knapp durchsetzte.

## Allgemeines
Im April 2003 wurde bekannt gegeben, dass die Erste Bank als Namenssponsor der Liga auftreten würde, wobei zunächst ein Vertrag über drei Jahre geschlossen worden war. Die Liga erhielt damit den Namen Erste Bank Eishockey Liga.

### Modus
Die sieben Vereine spielten im Grunddurchgang jeweils 8 Mal gegeneinander, wobei nach der ersten Saisonhälfte die bis dahin erzielten Punkte halbiert wurden. Ein Sieg brachte zwei Punkte. Im Falle eines Unentschiedens wurde eine 5-minütige Verlängerung (Sudden Victory Overtime) mit je vier Feldspielern gespielt. Endete diese torlos, entschied ein Penaltyschießen. Der so ermittelte Gewinner erhielt zwei Punkte, der Verlierer einen.
Anschließend wurde unter den vier bestplatzierten Teams ein Play-off gespielt, wobei alle Begegnungen im Best-of-Five-Modus ausgetragen wurden. Im Halbfinale traf der 1. des Grunddurchganges auf den 4. bzw. der 2. auf den 3. – das Finale bestritten die beiden Gewinner der Begegnungen.

### Teilnehmer
Die Saison 2003/04 war bis 2012 die letzte Spielzeit, in der ein Vorarlberger Club an der Liga teilnahm. Mit dem freiwilligen Abstieg der VEU Feldkirch nach der Saison setzte sich ein Trend fort, der die Liga in den folgenden Jahren immer ostlastiger werden ließ, während insbesondere die Vereine aus Vorarlberg die Nationalliga und ihre Nachfolger beherrschten.
 Gereiht nach Vorjahresplatzierung 
| Team               | Vorsaison        | Trainer                                                                          |
| ------------------ | ---------------- | -------------------------------------------------------------------------------- |
| EHC Linz           | Meister          | Veli-Pekka Ketola (bis 16. Dezember 2003) Stanislav Barda (ab 18. Dezember 2003) |
| EC VSV             | Vizemeister      | Greg Holst                                                                       |
| HC Innsbruck       | Halbfinal-Out    | Lars-Erik Lundström (bis 7. Dezember 2003) Douglas Bradley (ab 9. Dezember 2003) |
| EC KAC             | Halbfinal-Out    | Jorma Siitarinen                                                                 |
| Supergau Feldkirch | Viertelfinal-Out | Tom Coolen (bis 25. November 2003) Tom Pokel (ab Dezember 2003)                  |
| Vienna Capitals    | Viertelfinal-Out | Jim Boni                                                                         |
| Graz 99ers         | Viertelfinal-Out | Mike Zettel                                                                      |

## Grunddurchgang
Der Grunddurchgang begann am 25. September 2003 mit dem Spiel der Vienna Capitals gegen den EC KAC, das die Gäste mit 2:1 nach Penaltyschießen für sich entscheiden konnten. In der Folgezeit dominierten die Klagenfurter das Geschehen in der Liga und punkteten vor allem durch die ausgeglichene Linienzusammenstellung. Während mit dem EHC Linz und dem VSV die Verfolger einen recht großen Abstand zum KAC geschehen lassen mussten, zeichnete sich im Mittelfeld ein harter Kampf um die übrigen Playoff-Plätze ab. Mit dem HC Innsbruck und der VEU Feldkirch kristallisierten sich nach und nach auch die Schlusslichter der Tabelle heraus. Gegen Ende des Grunddurchgangs duellierten sich nur noch die Graz 99ers und die Capitals um Rang vier, das Rennen machten schließlich die Grazer.
Bereits im Lauf des Grunddurchgangs zeichnete sich ab, dass mit Feldkirch ein weiterer Teilnehmer der EBEL abhandenkommen würde, was sich schließlich auch bewahrheitete. Vor allem finanzielle Schwierigkeiten führten letzten Endes zum Abstieg der Vorarlberger in die Nationalliga. Zwar gab es seitens der Fans koordinierte Versuche, dem Verein durch aufwändige Aktionen den Verbleib in der Bundesliga zu ermöglichen, diese zeigten jedoch am Ende leider nicht den nötigen Erfolg.

### Tabelle nach dem Grunddurchgang
| Platz | Team               | SP | S  | N  | SNV | NNV | T   | GT  | TVH | PKT |
| ----- | ------------------ | -- | -- | -- | --- | --- | --- | --- | --- | --- |
| 1     | EC KAC             | 48 | 23 | 12 | 8   | 5   | 162 | 119 | +43 | 53  |
| 2     | EHC Linz           | 48 | 24 | 18 | 3   | 3   | 147 | 119 | +28 | 43  |
| 3     | EC VSV             | 48 | 23 | 19 | 3   | 3   | 148 | 134 | +14 | 40  |
| 4     | Graz 99ers         | 48 | 21 | 20 | 4   | 3   | 141 | 147 | −6  | 38  |
| 5     | Vienna Capitals    | 48 | 19 | 22 | 3   | 4   | 113 | 128 | −15 | 37  |
| 6     | Supergau Feldkirch | 48 | 16 | 24 | 3   | 5   | 116 | 133 | −17 | 33  |
| 7     | HC Innsbruck       | 48 | 14 | 25 | 4   | 5   | 108 | 155 | −47 | 32  |

### Statistiken

#### Topscorer
| Rk | Spieler             | Team     | GP | G  | A  | PTS | +/- | PIM | PPG | PPA | SHG | SHA | GWG |
| -- | ------------------- | -------- | -- | -- | -- | --- | --- | --- | --- | --- | --- | --- | --- |
| 1  | Anthony Iob         | KAC      | 47 | 29 | 35 | 64  | +21 | 74  | 9   | 12  | 2   | 1   | 6   |
| 2  | Sean Selmser        | VSV      | 48 | 14 | 41 | 55  | +8  | 76  | 4   | 13  | 0   | 1   | 2   |
| 3  | Warren Norris       | Graz     | 48 | 22 | 32 | 54  | +18 | 103 | 4   | 11  | 1   | 2   | 4   |
| 4  | Thomas Koch         | KAC      | 47 | 22 | 29 | 51  | +20 | 34  | 11  | 10  | 1   | 1   | 5   |
| 5  | Kent Salfi          | Linz     | 48 | 21 | 27 | 48  | +10 | 34  | 6   | 3   | 2   | 2   | 5   |
| 6  | Ivo Jan             | Graz     | 37 | 32 | 15 | 47  | +22 | 26  | 8   | 4   | 4   | 1   | 8   |
| 7  | Matti Kaipainen     | KAC      | 46 | 22 | 25 | 47  | +12 | 30  | 5   | 15  | 0   | 3   | 6   |
| 8  | Herbert Hohenberger | VSV      | 52 | 13 | 34 | 47  | +16 | 102 | 4   | 8   | 2   | 1   | 4   |
| 9  | Mike Craig          | Capitals | 46 | 24 | 22 | 46  | +5  | 76  | 8   | 10  | 2   | 1   | 4   |
| 10 | Günther Lanzinger   | VSV      | 45 | 18 | 28 | 46  | +13 | 94  | 3   | 7   | 0   | 1   | 3   |

Legende:
GP = Spiele, G = Tore, A = Assists, PTS = Scorerpunkte, +/- = Plusminuswert, PIM = Strafminuten, PPG = Powerplaytore, PPA = Powerplayassists, SHG = Unterzahltore, SHA = Unterzahlassists, GWG = Siegestore

#### Torhüter
| Rk | Spieler             | Team      | GP | MIP  | GA  | GAA  | SOG  | SVS  | SVS%  | SO | W  | L  | OTL |
| -- | ------------------- | --------- | -- | ---- | --- | ---- | ---- | ---- | ----- | -- | -- | -- | --- |
| 1  | Walter Bartholomäus | Capitals  | 17 | 939  | 33  | 2.11 | 478  | 445  | 93.10 | 3  | 11 | 4  | 1   |
| 2  | Gert Prohaska       | VSV       | 42 | 2455 | 108 | 2.64 | 1495 | 1386 | 92.71 | 4  | 24 | 17 | 1   |
| 3  | Andrew Verner       | KAC       | 46 | 2771 | 109 | 2.36 | 1464 | 1355 | 92.55 | 4  | 29 | 12 | 5   |
| 4  | Mark McArthur       | VEU       | 37 | 2102 | 96  | 2.74 | 1197 | 1101 | 91.98 | 4  | 11 | 20 | 5   |
| 5  | Pavel Nešťák        | Linz      | 45 | 2642 | 101 | 2.29 | 1251 | 1150 | 91.93 | 4  | 27 | 15 | 3   |
| 6  | Jürgen Penker       | VEU       | 16 | 789  | 33  | 2.51 | 389  | 356  | 91.52 | 0  | 8  | 4  | 0   |
| 7  | Marko Leinonen      | Capitals  | 34 | 1952 | 93  | 2.86 | 1078 | 985  | 91.37 | 1  | 11 | 18 | 3   |
| 8  | Claus Dalpiaz       | Innsbruck | 48 | 2837 | 148 | 3.13 | 1553 | 1405 | 90.47 | 3  | 18 | 24 | 5   |
| 9  | Patrick Machreich   | Graz      | 33 | 1980 | 94  | 2.85 | 963  | 869  | 90.24 | 1  | 19 | 12 | 2   |
| 10 | Rastislav Rovnianek | Graz      | 15 | 913  | 49  | 3.22 | 479  | 430  | 89.77 | 0  | 6  | 8  | 1   |

Legende:
GP = Spiele, MIP = Spielminuten, GA = Gegentore, GAA = Gegentorschnitt je 60 Minuten, SOG = Torschüsse, SVS = gehaltene Schüsse, SVS% = Fangquote, SO = Shutouts, W = Siege, L = Niederlagen, OTL = Niederlagen nach Verlängerung oder Penaltyschießen

## Playoffs

### Playoff-Baum
|  | Halbfinale | Halbfinale | Halbfinale |  |  | Finale | Finale | Finale |
|  |            |            |            |  |  |        |        |        |
|  |            |            |            |  |  |        |        |        |
|  | 1          | EC KAC     | 3          |  |  |        |        |        |
|  | 4          | Graz 99ers | 0          |  |  |        |        |        |
|  |            |            |            |  |  | 1      | EC KAC | 3      |
|  |            |            |            |  |  | 3      | EC VSV | 2      |
|  | 2          | EHC Linz   | 0          |  |  |        |        |        |
|  | 3          | EC VSV     | 3          |  |  |        |        |        |
|  |            |            |            |  |  |        |        |        |

### Halbfinale

#### EC KAC – Graz 99ers
Die Serie zwischen dem EC KAC und den Graz 99ers verlief sehr einseitig zugunsten des EC KAC, der sich schließlich mit 3:0 Siegen gegen die Steirer durchsetzen konnte. Die Grazer starteten hochmotiviert in das erste Spiel und konnten bis zum Ende des zweiten Drittels ein Unentschieden halten. Zu Beginn des Schlussdrittels entschied der EC KAC die Partie jedoch mit einem Doppelschlag durch Harald Ofner und Anthony Iob für sich. Im zweiten Spiel ging der KAC in der vierten Minute in Führung, musste aber nur eine Minute später den Ausgleich hinnehmen. Zu einem entscheidenden Moment kam es in der 18. Minute, als Dave Chyzowski dem Klagenfurter Verteidiger Igor Iwanow mit dem Stock unter das Visier fuhr und dafür eine Spieldauer-Disziplinarstrafe erhielt. Zwar gingen die Grazer zu Beginn des Mitteldrittels in Führung, aber der KAC drehte das Spiel mit einem Doppelschlag durch Philippe-Michael Horsky und Iob, wobei letzterer mit einem zweiten Treffer im Schlussdrittel den zweiten Sieg besiegelte. Im letzten Spiel zeigte Torhüter Andrew Verner seine Klasse und konnte alle 29 Schüsse der Grazer entschärfen, sodass dem KAC zwei Treffer zum Einzug ins Finale genügten.
| Halbfinale: EC KAC – Graz 99ers                     | | | |
| 23. März 2004 Stadthalle Klagenfurt 3.500 Zuschauer | EC KAC A. Iob (16:56, Powerplay, T. Koch) M. Kaipainen (27:36, G. Hager, G. Ressmann) Harald Ofner (Eishockeyspieler)H. Ofner (42:19, D. Schuller) A. Iob (43:19, D. Welser) | 4:2 (1:0, 1:2, 2:0) Strafminuten: 16:49 Torhüter: A. Verner (KAC, 60 Min., 26 Schüsse, 2 Tore) P. Machreich (Graz, 60 Min., 61 Schüsse, 4 Tore) | Graz 99ers I. Jan (28:21, Powerplay, R. Schurian, J. Rebek) I. Jan (36:05, W. Norris, R. Schurian)                             |
| 26. März 2004 Eishalle Liebenau 4.000 Zuschauer     | Graz 99ers D. Chyzowski (05:12, Powerplay, I. Jan, J. Rebek) G. Göttfried (24:23, Powerplay, J. Mattie, W. Kerth)                                                            | 2:4 (1:1, 1:2, 0:1) Strafminuten: 89:30 Torhüter: P. Machreich (Graz, 58 Min., 23 Schüsse, 4 Tore) A. Verner (KAC, 60 Min., 31 Schüsse, 2 Tore) | EC KAC D. Welser (03:07, Powerplay, T. Koch, J. Reichel) P. Horsky (35:53) A. Iob (36:29, J. Reichel, G. Hager) A. Iob (46:24) |
| 28. März 2004 Stadthalle Klagenfurt 4.400 Zuschauer | EC KAC I. Iwanow (00:37, G. Ressmann, G. Hager) A. Iob (26:20, D. Welser, T. Koch)                                                                                           | 2:0 (1:0, 1:0, 0:0) Strafminuten: 18:20 Torhüter: A. Verner (KAC, 60 Min., 29 Schüsse, 0 Tore) P. Machreich (KAC, 60 Min., 36 Schüsse, 2 Tore)  | Graz 99ers Keine Tore |
| Der EC KAC gewinnt die Serie mit 3:0 Siegen.        | | | |

#### EHC Linz – EC VSV
Ähnlich souverän zog der EC VSV ins Finale ein und egalisierte dabei auch den Heimvorteil des Gegners und Titelverteidigers EHC Linz. Schon im ersten Spiel dominierten die Villacher für vierzig Minuten das Geschehen auf dem Eis und zogen auf 4:1 davon. Linz fand nach teilweise sehr mäßigen Defensivleistungen erst gegen Ende des Spiels zu seiner Form und konnte noch drei Tore aufholen, aber auch der VSV traf noch zwei Mal und siegte damit klar mit 6:4. Drei der sechs Tore waren dabei Wolfgang Kromp gelungen. Das zweite Spiel in Villach verlief dann aber wesentlich knapper. Zwar ging der VSV nach nur zwei Minuten und 34 Sekunden durch Sean Selmser in Führung, aber Pavel Nešťák im Tor der Linzer vereitelte alle weiteren Versuche. Stattdessen glichen die Gäste zur Halbzeit aus. Das 1:1 blieb bis zum Ende bestehen. Erst nach knapp drei gespielten Minuten in der Overtime schoss Mike Stewart von der blauen Linie aus den VSV zum zweiten Sieg. Die Entscheidung brachte Spiel Nummer drei in Linz. Hier präsentierten sich die Hausherren lange Zeit optisch überlegen, während der VSV nur über Konter gefährlich wurde, dabei aber fast jede Chance verwerten konnte. Nach sechzig Minuten stand es 3:3. Da auch die Overtime keine Entscheidung brachte, ging es ins Penaltyschießen, wo Stephané Roy den Finaleinzug für Villach fixierte.
| Halbfinale: EHC Linz – EC VSV                    | | | |
| 23. März 2004 Eishalle Linz 3.800 Zuschauer      | EHC Linz T. Eichberger (10:27, R. Lukas) R. Lukas (41:17, Powerplay, P. Lukas) T. Eichberger (52:14, K. Salfi, J. Ihantola) C. Perthaler (58:41, R. Lukas) | 4:6 (1:2, 0:2, 3:2) Strafminuten: 8:10 Torhüter: P. Nešťák (Linz, 58 Min., 32 Schüsse, 5 Tore) G. Prohaska (VSV, 60 Min., 44 Schüsse, 4 Tore)                 | EC VSV W. Kromp (03:08, Marco Pewal, H. Hohenberger) S. Selmser (15:38, Powerplay, S. Roy, T. Searle) Marco Pewal (26:26, G. Lanzinger) W. Kromp (31:28, S. Roy) W. Kromp (54:38, Marco Pewal) T. Searle (59:58, Shorthanded, Empty net) |
| 26. März 2004 Stadthalle Villach 4.200 Zuschauer | EC VSV S. Selmser (02:34, Powerplay, S. Herzog, S. Roy) M. Stewart (62:55, W. Kromp, R. Kaspitz)                                                           | 2:1 n. V. (1:0, 0:1, 0:0, 1:0) Strafminuten: 8:8 Torhüter: G. Prohaska (VSV, 60 Min., 32 Schüsse, 1 Tor) P. Nešťák (Linz, 60 Min., 20 Schüsse, 2 Tore)        | EHC Linz A. Judex (27:29, Powerplay, C. Perthaler) |
| 28. März 2004 Eishalle Linz 3.800 Zuschauer      | EHC Linz M. Szücs (04:21, T. Eichberger, J. Miner) J. Miner (15:54, K. Salfi, M. Szücs) R. Divis (56:26, Powerplay, J. Miner)                              | 3:4 n. P. (2:1, 0:2, 1:0, 0:0, 0:1) Strafminuten: 8:12 Torhüter: P. Nešťák (Linz, 65 Min., 31 Schüsse, 4 Tore) G. Prohaska (VSV, 65 Min., 42 Schüsse, 3 Tore) | EC VSV S. Selmser (06:50, S. Herzog, S. Roy) G. Lanzinger (36:13, R. Steinwender, S. Herzog) S. Selmser (37:33, S. Roy, S. Herzog) S. Roy (65:00, entsch. Penalty)                                                                       |
| Der EC VSV gewinnt die Serie mit 3:0 Siegen.     | | | |

### Finale
Im Finale der Saison 2003/04 kam es zum bisher letzten Kärntner Eishockey-Derby in Form einer Playoff-Serie. In der ersten Begegnung ging der EC KAC mit zwei schnellen Toren in Führung und hatte bereits nach sechs Minuten und 25 Sekunden eine 2:0-Führung herausgespielt. Herbert Hohenberger konnte zwar im ersten Drittel noch auf 2:1 verkürzen, aber zu Beginn des Mittelabschnitts stellte Thomas Koch den Vorsprung wieder her. Bis zum Ende verlief das Spiel torlos, erst eine Minute vor Schluss gelang den Gästen aus Villach der neuerliche Anschlusstreffer, die Schlussoffensive blieb jedoch unbelohnt.
In der zweiten Begegnung fiel das erste Tor erst in der 26. Minute, als Stephané Roy den VSV in Front brachte. Zu Beginn des Schlussdrittels gelang der Ausgleich durch Daniel Welser. Der Spielstand blieb bis zum Ende der regulären Spielzeit bestehen. Da auch die Overtime keinen Sieger erbrachte, fiel die Entscheidung im Penaltyschießen, wo Andrew Verner alle Versuche der Villacher Spieler entschärfen konnte, während Koch und Anthony Iob für den KAC trafen, der somit in der Serie mit 2:0 führte. Der EC VSV fand jedoch in die Serie zurück und hielt nach einem frühen Tor im dritten Spiel und dem folgenden 2:0 die Führung trotz des zwischenzeitlichen Klagenfurter Anschlusstreffers bis zum Schluss. Die vierte Begegnung brachte schließlich den Ausgleich in der Serie: obwohl der EC KAC nach dem zweiten Drittel in Villach mit 3:2 in Front lag, konnten die Hausherren das Spiel mit drei Toren im Schlussabschnitt noch drehen und so den Matchpuck erzwingen.
Das fünfte und letzte Spiel zählt bis heute zu den dramatischsten Spielen der Playoffgeschichte der österreichischen Eishockey-Liga. Zwei Mal legte der EC VSV ein Tor vor, und zwei Mal konnte der EC KAC binnen kürzester Zeit ausgleichen. Zum Ende der regulären Spielzeit stand es 2:2, womit eine Endless Overtime über den Meister entscheiden musste. Hier beschränkte sich der EC VSV auf gelegentliche Konter, während der EC KAC mit Nachdruck in die Offensive ging. Genau nach 65 Minuten und 13 Sekunden durchbrach David Schuller die Verteidigung des EC VSV und schoss im Fallen den entscheidenden Treffer ins Tor von Gert Prohaska.
| Finale: EC KAC ‐ EC VSV                              | | | |
| 4. April 2004 Stadthalle Klagenfurt 5.100 Zuschauer  | EC KAC D. Schuller (04:03) A. Iob (06:25, Powerplay) T. Koch (24:26, Powerplay, M. Kaipainen) | 3:2 (2:1, 1:0, 0:1) Strafminuten: 22:26 Torhüter: A. Verner (KAC, 60 Min., 37 Schüsse, 2 Tore) G. Prohaska (VSV, 60 Min., 43 Schüsse, 3 Tore)                | EC VSV H. Hohenberger (15:38, S. Roy) Marco Pewal (58:44, Powerplay, H. Hohenberger)                             |
| 6. April 2004 Stadthalle Villach 4.500 Zuschauer     | EC VSV S. Roy (25:35, N. Martin, S. Selmser) | 1:2 n. P. (0:0, 1:0, 0:1, 0:0, 0:1) Strafminuten: 18:20 Torhüter: G. Prohaska (VSV, 65 Min., 33 Schüsse, 2 Tore) A. Verner (KAC, 65 Min., 28 Schüsse, 1 Tor) | EC KAC D. Welser (43:59, A. Iob, C. Bartolone) A. Iob (65:00, entsch. Penalty)                                   |
| 8. April 2004 Stadthalle Klagenfurt 5.100 Zuschauer  | EC KAC P. Horsky (37:19, H. Ratz, H. Ofner) | 1:2 (0:2, 1:0, 0:0) Strafminuten: 6:14 Torhüter: A. Verner (KAC, 59 Min., 26 Schüsse, 2 Tore) G. Prohaska (VSV, 60 Min., 41 Schüsse, 1 Tor)                  | EC VSV G. Lanzinger (03:34, S. Roy) S. Selmser (15:27, H. Hohenberger, Marco Pewal)                              |
| 11. April 2004 Stadthalle Villach 4.500 Zuschauer    | EC VSV N. Martin (19:38, Powerplay, M. Stewart, W. Kromp) M. Grabner (27:13, S. Roy, M. Stewart) R. Kaspitz (45:12, G. Lanzinger, H. Hohenberger) Marco Pewal (48:39, W. Kromp, H. Hohenberger) S. Selmser (59:59, Empty Net, N. Martin, S. Roy) | 5:3 (1:0, 1:3, 3:0) Strafminuten: 10:14 Torhüter: G. Prohaska (VSV, 60 Min., 40 Schüsse, 3 Tore) A. Verner (KAC, 58 Min., 33 Schüsse, 4 Tore)                | EC KAC A. Iob (22:30, E. Viveiros, T. Koch) A. Iob (25:12, D. Welser, T. Koch) G. Ressmann (34:55, C. Bartolone) |
| 13. April 2004 Stadthalle Klagenfurt 5.200 Zuschauer | EC KAC M. Kaipainen (27:13, Powerplay, A. Iob) T. Koch (51:14, A. Iob) D. Schuller (65:13) | 3:2 n. V. (0:1, 1:0, 1:1, 1:0) Strafminuten: 16:26 Torhüter: A. Verner (KAC, 65 Min., 36 Schüsse, 2 Tore) G. Prohaska (VSV, 65 Min., 44 Schüsse, 3 Tore)     | EC VSV S. Selmser (18:48, Marco Pewal) G. Lanzinger (50:54, W. Kromp)                                            |
| Der EC KAC gewinnt die Serie mit 3:2 Siegen.         | | | |

### Playoff-Statistiken

#### Topscorer
| Rk | Spieler             | Team | GP | G | A | PTS | +/- | PIM | PPG | PPA | SHG | SHA | GWG |
| -- | ------------------- | ---- | -- | - | - | --- | --- | --- | --- | --- | --- | --- | --- |
| 1  | Anthony Iob         | KAC  | 8  | 9 | 3 | 12  | +5  | 10  | 2   | 1   | 0   | 0   | 2   |
| 2  | Stephané Roy        | VSV  | 8  | 2 | 9 | 11  | +5  | 8   | 0   | 2   | 0   | 0   | 1   |
| 3  | Sean Selmser        | VSV  | 8  | 7 | 1 | 8   | +4  | 24  | 2   | 0   | 0   | 0   | 1   |
| 4  | Wolfgang Kromp      | VSV  | 8  | 3 | 4 | 7   | +6  | 4   | 0   | 1   | 0   | 0   | 1   |
|    | Marco Pewal         | VSV  | 8  | 3 | 4 | 7   | +3  | 2   | 1   | 0   | 0   | 0   | 1   |
| 6  | Thomas Koch         | KAC  | 8  | 2 | 5 | 7   | +2  | 4   | 1   | 2   | 0   | 0   | 1   |
| 7  | Herbert Hohenberger | VSV  | 8  | 1 | 5 | 6   | +3  | 10  | 0   | 1   | 0   | 0   | 0   |
| 8  | Günther Lanzinger   | VSV  | 8  | 3 | 2 | 5   | +6  | 4   | 0   | 0   | 0   | 0   | 0   |
| 9  | Daniel Welser       | KAC  | 8  | 2 | 3 | 5   | +1  | 22  | 1   | 1   | 0   | 0   | 0   |
| 10 | Stefan Herzog       | VSV  | 4  | 0 | 4 | 4   | +3  | 2   | 0   | 1   | 0   | 0   | 0   |

Legende:
GP = Spiele, G = Tore, A = Assists, PTS = Scorerpunkte, +/- = Plusminuswert, PIM = Strafminuten, PPG = Powerplaytore, PPA = Powerplayassists, SHG = Unterzahltore, SHA = Unterzahlassists, GWG = Siegestore

#### Torhüter
| Rk | Spieler           | Team | GP | MIP | GA | GAA  | SOG | SVS | SVS%  | SO | W | L | OTL |
| -- | ----------------- | ---- | -- | --- | -- | ---- | --- | --- | ----- | -- | - | - | --- |
| 1  | Andrew Verner     | KAC  | 8  | 487 | 15 | 1.85 | 246 | 231 | 93.90 | 1  | 6 | 2 | 0   |
| 2  | Gert Prohaska     | VSV  | 8  | 498 | 20 | 2.41 | 319 | 299 | 93.73 | 0  | 5 | 1 | 2   |
| 3  | Patrick Machreich | Graz | 3  | 178 | 10 | 3.37 | 120 | 110 | 91.67 | 0  | 0 | 3 | 0   |
| 4  | Pavel Nešťák      | Linz | 3  | 186 | 11 | 3.55 | 83  | 72  | 86.75 | 0  | 0 | 1 | 2   |

Legende:
GP = Spiele, MIP = Spielminuten, GA = Gegentore, GAA = Gegentorschnitt je 60 Minuten, SOG = Torschüsse, SVS = gehaltene Schüsse, SVS% = Fangquote, SO = Shutouts, W = Siege, L = Niederlagen, OTL = Niederlagen nach Verlängerung oder Penaltyschießen

## Meisterschaftsendstand
1. EC KAC
2. EC VSV
3. EHC Linz
4. Graz 99ers
5. Vienna Capitals
6. VEU Feldkirch
7. HC Innsbruck

## Kader des österreichischen Meisters
| Österreichischer Meister EC KAC | Torhüter: Andrew Verner, Hannes Enzenhofer Verteidiger: Emanuel Viveiros, Jaako Niskavaara, Herbert Ratz, Igor Iwanow, Johannes Reichel, Johannes Kirisits, Christopher Bartolone, Christian Sintschnig, Christoph Quantschnig Angreifer: Anthony Iob, Thomas Koch, Matti Kaipainen, Gerald Ressmann, Daniel Welser, David Schuller, Gregor Hager, Philippe-Michael Horsky, Harald Ofner, Christian Ban, Jens-Felix Kraiger, Mario Schaden, Philipp Winzig, Christoph Ibounig, Harry Lange, Manuel Ferrara, Christof Peternell, Paul Schellander, David Wechselberger Trainerteam: Jorma Siitarinen |

## Zuschauer
Insgesamt wurden 179 Spiele ausgetragen, zu denen 514.302 Zuschauer erschienen waren. Damit wurde erstmals in der Geschichte der Liga die Marke von einer halben Million Zuschauern überschritten. Auch der daraus resultierende Schnitt von 2.873 Zuschauern pro Spiel stellte bis dahin einen Rekord dar.
|      |                    | Zu Hause | Zu Hause  | Zu Hause     |
| Rang | Team               | Spiele   | Zuschauer | Durchschnitt |
| ---- | ------------------ | -------- | --------- | ------------ |
| 1    | EHC Linz           | 26       | 96.500    | 3.712        |
| 2    | Vienna Capitals    | 24       | 86.150    | 3.590        |
| 3    | EC KAC             | 29       | 93.700    | 3.232        |
| 4    | EC VSV             | 27       | 79.450    | 2.943        |
| 5    | Graz 99ers         | 25       | 69.600    | 2.784        |
| 6    | Supergau Feldkirch | 24       | 49.676    | 2.070        |
| 7    | HC Innsbruck       | 24       | 43.200    | 1.800        |

## Rekorde und besondere Vorkommnisse
- Das höchste Ergebnis der Saison erzielte der EC KAC am 5. Dezember 2003 bei einem Heimspiel gegen die Graz 99ers mit einem 9:0.
- Die meisten Treffer fielen am 27. Februar 2004 bei einem Spiel des EC VSV gegen den HC Innsbruck. Beim 8:5-Heimsieg der Villacher fielen insgesamt 13 Treffer.
- Die meisten Strafminuten wurden am 28. Oktober 2003 beim Spiel des EHC Linz gegen den EC KAC vergeben. Die Mannschaften wurden mit 93 bzw. 103 oder in Summe 196 Strafminuten belegt.